# Georg Eidenbenz
Georg Eidenbenz fue un deportista suizo que compitió en remo. Ganó una medalla de bronce en el Campeonato Europeo de Remo de 1903, en la prueba de scull individual.

## Palmarés internacional
| Campeonato Europeo | Campeonato Europeo | Campeonato Europeo | Campeonato Europeo |
| Año                | Lugar              | Medalla            | Prueba             |
| ------------------ | ------------------ | ------------------ | ------------------ |
| 1903               | Venecia (Italia)   | Medalla de bronce  | Scull individual   |